# Johan Helsingius
Johan Mikael Helsingius, född 4 mars 1961 i Helsingfors, är en finländsk ingenjör. Han är en av pionjärerna inom IT-utvecklingen i Finland och Europa. 
Helsingius grundade 1993 EUnet Finland, den första internetleverantören för företag i Finland och blev dess förste verkställande direktör. Han var också med om att utveckla nätförbindelserna i det dåvarande Sovjetunionen. Han flyttade sedan till EUnets internationella högkvarter i Amsterdam och verkade som chefsingenjör vid datakommunikationsföretaget KPNQwest fram till december 2001. 
Helsingius har grundat och lett flera högteknologiska företag i Europa och USA och är för närvarande oberoende konsult och styrelsemedlem i flera större organisationer och företag på IT- och telekommunikationsområdet. Han är dessutom sakkunnig i flera europeiska statliga organ för informationspolitik och datanät. Han har erhållit Electronic Frontier Foundation Pioneer Award och ett specialpris av European ISP Forum för utveckling av internet i Europa. Han är en av de två finländarna i Hackers' Hall of Fame på webben (Linus Torvalds är den andre). 